# Démographie de Sainte-Lucie
Cet article contient des statistiques sur la démographie de Sainte-Lucie.
D'après le recensement officiel de 2010, la population est de 165 595 habitants.

## Évolution démographique
| Année | Population |
| ----- | ---------- |
| 2001  | 157 898    |
| 2002  | 159 133    |
| 2003  | 160 620    |
| 2004  | 162 434    |
| 2005  | 164 330    |
| 2006  | 166 387    |
| 2007  | 168 338    |
| 2008  | 170 331    |
| 2009  | 164 726    |
| 2010  | 165 770    |
| 2011  | 167 366    |
| 2012  | 169 115    |
| 2013  | 170 745    |
| 2014  | 172 623    |
| 2015  | 174 257    |
| 2016  | 175 819    |
| 2017  | 177 301    |
| 2018  | 178 696    |

## Langues
75 % de la population parle un créole à base lexicale française. Celui-ci est très proche du créole martiniquais. L'anglais est la langue officielle et son utilisation est encouragée.
À l'occasion de la journée internationale de la langue maternelle, Sainte-Lucie s'engage à ce que le créole soit enseigné à l'école à partir de la rentrée scolaire en octobre 2021.